# 오대개미
오대개미(Stenamma koreanensis)는 벌목 개미과에 속하는 곤충으로, 한국 고유종이다.

## 생김새
몸길이는 3mm 정도며 체색은 황갈색이다. 측면에서 보면 앞가슴, 가운데가슴 등면의 주름은 약하게 가로로 나 있다. 전신복절의 한 쌍의 가시 모양의 돌기는 뭉툭하며 짧다. 제1배자루마디의 하부돌기는 다른 종에 비해 매우 발달해 있다.